# Wim Vrijhoef
W.I.J.M. (Wim) Vrijhoef (* 22. Mai 1952 in Roermond) ist ein niederländischer Politiker.

## Biografie
Nach dem Besuch eines Gymnasiums studierte er Medizin an der Katholischen Radboud-Universität Nijmegen.
Im Anschluss begann Vrijhoef, der Mitglied der Democraten 66 (D66) ist, im September 1978 seine berufliche und politische Laufbahn als Mitglied des Gemeinderates von Nijmegen, dem er bis 1988 angehörte. Zugleich war er von September 1978 bis 1982 Beigeordneter (Wethouder) für Wohnungsbau und Wirtschaftsangelegenheiten der Stadt Nijmegen. Daneben war er zwischen 1978 und 1982 Mitglied der Wohnungsbaukommission des Niederländischen Gemeindebundes (Vereniging van Nederlandse Gemeenten, VNG), Mitglied des Rates für Arbeit der Provinz Gelderland sowie Vorsitzender der Beistandskommission der GAB Nijmegen. Zugleich war er von 1979 bis 1982 Vorsitzender des Aktionsprogramms für Regionale Ökonomie.
1982 wurde er Beigeordneter für Finanzen, Umorganisation und Automatisierung von Nijmegen und damit bis 1986 Kämmerer der Stadt. Als solcher war er auch 1982 zeitweise Interimsvorsitzender des Computerzentrums der Ostniederlande (Computercentrum Oost-Nederland, CON) und bis 1983 Vorsitzender der Gemeinsamen Kommission für Wohnraumgesetzgebungsmodelle des Ministerie van Volkshuisvesting, Ruimtelijke Ordening en Milieubeheer (VROM) und des VNG. Daneben war er von 1982 bis 1986 auch Mitglied der Unternehmensführung des VNG für Gelderland, Redakteur des "Handbuchs für Gemeinderatsmitglieder" (Handboek voor Gemeenteraadsleden) sowie von 1983 bis 1986 Sekretär des CON und Vorsitzender der Planungskommission für die gemeinsame Automatisierung von fünf großen Gemeinden in der Ostniederlande.
1986 wechselte er als Leitender Mitarbeiter und amtierender Direktor zur Gelderländischen Entwicklungs-AG (Gelderse Ontwikkelingsmaatschappij (Naamloze vennootschap V.N.)), deren Direktor er dann von 1989 bis zum 1. Januar 1999 war. Zugleich war er von 1986 bis 1988 Mitglied der Unternehmensführung des Basisgesundheitsdienstes von Nijmegen und bis 1989 Mitglied des Vorstandes des Kulturzentrums 042 (Cultureel Centrum 042). Zugleich wurde er 1986 Kommissar der Katholischen Kolping-Wohnungsbauvereinigung von Nijmegen.
Zwischen 1986 und 1988 war er außerdem Vorsitzender der D66 im Gemeinderat von Nijmegen. Des Weiteren war er von 1987 bis 1992 Schatzmeister der Krankenkasse Vlaams & Neutraal Ziekenfonds (VNS) sowie von 1989 bis 1992 Vorsitzender der Regionalen Krankenkasse (Regionaal Ziekenfonds BAZ). Seit 1990 ist er Mitglied der Vorstandskommission des Instituts für Angewandte Soziologie (ITS) und des Transferbüros der Radboud-Universität Nijmegen.
Am 28. November 1992 wurde er Nachfolger von Ries Jansen als Parteivorsitzender (Partijvoorzitter) der D66 und behielt dieses Amt bis zu seiner Ablösung durch Tom Kok am 23. November 1996.
Danach war er vom 1. Januar 1997 bis 1. Januar 2001 Mitglied des Rates für Rationale Finanzwirtschaft (Raad voor de Financiële Verhoudingen).
Seit 1. Januar 1999 ist Wim Vrijhoef Direktor von APM Business Partner NV.